# Нанопроводниковый аккумулятор
На́нопроводнико́вый аккумуля́тор — вид литий-ионного аккумулятора, изобретённый группой под руководством д-ра И Цуя (Yi Cui) в Стэнфордском университете в 2007 г. Изобретение состоит в замене традиционного графитового анода аккумулятора на анод из нержавеющей стали, покрытый кремниевым нанопроводником. Кремний, способный удерживать в 10 раз больше лития чем графит, позволяет создавать значительно большую плотность энергии на аноде, снижая таким образом массу аккумулятора. В будущем увеличение площади поверхности анода позволит ускорить процесс зарядки и разрядки.

## Конструкция
Первоначально провели исследование традиционных кремниевых анодов, но они были отвергнуты в связи с тенденцией кремния растрескиваться и увеличиваться в объёме. Такой анод становится неработоспособным, потому что в процессе работы трещины заполняются литием. Нанопроводник свободен от этого недостатка. По словам доктора Кю, аккумуляторы достигали десятикратной плотности заряда при первой зарядке и затем стабилизировались на уровне восьмикратной плотности при последующих зарядках. Поскольку это достигается только за счёт усовершенствования анода, необходимо будет провести эквивалентное изменение катода, чтобы получить максимальное повышение плотности хранения энергии.
Как ожидается, коммерциализация изобретения продлится до 2012 года. За это время стоимость хранения ватт-часа энергии станет такой же или даже меньше по сравнению с обычными литий-ионными аккумуляторами. Следующий важный этап — тестирование жизненного цикла — должен быть скоро завершен, группа рассчитывает добиться не менее тысячи циклов на аккумулятор.